# Marquinhos (ur. 1966)
Marquinhos, właśc. Marco Antônio da Silva (ur. 9 maja 1966 w Belo Horizonte) – brazylijski piłkarz, występujący podczas kariery na pozycji pomocnika.

## Kariera klubowa
Karierę piłkarską Marquinhos rozpoczął w klubie Atlético Mineiro w 1985. W lidze brazylijskiej zadebiutował 13 września 1987 w wygranym 5-1 meczu z Santosem FC. Był to udany debiut, gdyż Marquinhos w 38 min. zdobył drugą bramkę dla Atlético. Z Galo czterokrotnie zdobył mistrzostwo stanu Minas Gerais – Campeonato Mineiro w 1985, 1986, 1988 i 1989.
W latach 1992–1993 był zawodnikiem SC Internacional. Z Internacionalem zdobył Copa do Brasil i mistrzostwo stanu Rio Grande do Sul – Campeonato Gaúcho w 1992. W 1994 Marquinhos wyjechał do Japonii, gdzie został zawodnikiem Cerezo Osaka. W klubie z Osaki Marquinhos występował przez trzy sezony, rozgrywając przy tym w J.League 55 meczów, w których strzelił 19 bramek.
W 1997 Marquinhos powrócił do Atlético Mineiro. W barwach Atlético Mineiro 12 grudnia 1997 w przegranym 0-1 meczu z Santosem Marquinhos wystąpił po raz ostatni w lidze brazylijskiej. Ogółem w latach 1987–1997 wystąpił w lidze w 105 meczach, w których strzelił 10 bramek. W barwach Galo rozegrał łącznie 269 spotkań, w których strzelił 45 bramek.
Karierę zakończył w Américe FC (MG) w 1998.

## Kariera reprezentacyjna
Jedyny raz w reprezentacji Brazylii Marquinhos wystąpił 12 grudnia 1990 w zremisowanym 0-0 towarzyskim meczu z reprezentacją Meksyku.